# اختبار الأمان
اختبار الأمان هو عملية تهدف إلى الكشف عن العيوب في آليات الأمان لنظام المعلومات التي تحمي البيانات وتحافظ على وظائفها على النحو المنشود. نظرًا للقيود المنطقية لاختبار الأمان ، فإن اجتياز اختبار الأمان ليس مؤشراً على عدم وجود عيوب أو أن النظام يفي بمتطلبات الأمان بشكل كاف.
قد تتضمن متطلبات الأمان النموذجية عناصر محددة من السرية والنزاهة والمصادقة والتوافر والترخيص وعدم التنصل. تعتمد متطلبات الأمان الفعلية التي تم اختبارها على متطلبات الأمان التي ينفذها النظام نفسه. اختبار الأمان كمصطلح له عدد من المعاني المختلفة ويمكن إكماله ووصفه بعدد من الطرق المختلفة. على هذا النحو ، يساعدنا تصنيف الأمان على فهم هذه الطرق والمعاني المختلفة من خلال توفير مستوى أساسي للعمل منه.

## السرية
- هو التدبير الأمني الذي يحمي من الكشف عن المعلومات لأطراف أخرى غير المستلم المقصود وهو بأي حال من الأحوال الطريقة الوحيدة لضمان الأمن.

## النزاهة
يشير تكامل المعلومات إلى حماية المعلومات من التعديل بواسطة جهات غير مصرح بها
- تدبير مخصص للسماح للمستقبل بتحديد صحة المعلومات التي يوفرها النظام.
- غالبًا ما تستخدم أنظمة النزاهة بعضًا من التقنيات الأساسية نفسها مثل مخططات السرية ، ولكنها تتضمن عادةً إضافة معلومات إلى الاتصال ، لتشكيل أساس عملية التحقق من الخوارزميات ، بدلاً من تشفير جميع الاتصالات.
- للتحقق من نقل المعلومات الصحيحة من تطبيق إلى آخر.

## المصادقة
قد يشتمل ذلك على تأكيد هوية شخص ما ، أو تتبع أصول قطعة أثرية ، أو التأكد من أن المنتج هو ما تدعي عبوته وتوسيمه ، أو التأكد من أن برنامج الكمبيوتر هو برنامج موثوق به.

## التفويض/الترخيص
- عملية تحديد السماح لمقدم الطلب باستلام خدمة أو إجراء عملية.
- التحكم في الوصول هو مثال للترخيص.

## التوافر
- التأكد من أن خدمات المعلومات والاتصالات ستكون جاهزة للاستخدام عند توقعها.
- يجب أن تبقى المعلومات متاحة للأشخاص المصرح لهم عندما يحتاجون إليها.

## عدم التنصل/الرفض
- بالإشارة إلى الأمن الرقمي ، يعني عدم التنصل ضمان إرسال رسالة منقولة واستلامها من قبل الأطراف التي تزعم أنها قد أرسلت الرسالة واستقبلتها. عدم التنصل هو وسيلة لضمان عدم تمكن مرسل الرسالة لاحقًا من رفض إرسال الرسالة وعدم تمكن المستلم من رفض استلام الرسالة.

## تصنيفات اختبار الأمان
المصطلحات الشائعة المستخدمة لتقديم اختبار الأمان هي تكون تحت مراحل أساسية يمكن جردها كالتالي:
- مرحلة الاكتشاف - الغرض من هذه المرحلة هو تحديد الأنظمة ضمن النطاق والخدمات المستخدمة. ليس الغرض منه اكتشاف نقاط الضعف ، ولكن اكتشاف الإصدار قد يسلط الضوء على الإصدارات المهملة من البرامج / البرامج الثابتة ، وبالتالي يشير إلى نقاط الضعف المحتملة.
- مرحلة فحص الثغرات الأمنية - بعد مرحلة الاكتشاف ، تبحث هذه المرحلة عن مشكلات الأمان المعروفة باستخدام الأدوات الآلية لمطابقة الظروف مع الثغرات الأمنية المعروفة. يتم تعيين مستوى المخاطرة المُبلغ عنه تلقائيًا بواسطة الأداة دون التحقق اليدوي أو التفسير من قبل بائع الاختبار. يمكن استكمال ذلك بمسح مستند إلى بيانات الاعتماد يتطلع إلى إزالة بعض الإيجابيات الخاطئة الشائعة عن طريق استخدام بيانات الاعتماد المزودة للمصادقة مع خدمة (مثل حسابات windows المحلية).
- مرحلة تقييم الثغرات الأمنية - يستخدم هذا الكشف بمسح الثغرات الأمنية وذلك لتحديد الثغرات الأمنية ووضع النتائج في سياق البيئة قيد الاختبار. ومن الأمثلة على ذلك إزالة الإيجابيات الخاطئة الشائعة من التقرير وتحديد مستويات المخاطر التي ينبغي تطبيقها على كل تقرير يخلص إلى تحسين فهم الأعمال والسياق.
- مرحلة تقييم الأمان - يعتمد على تقييم الثغرات الأمنية عن طريق إضافة التحقق اليدوي لتأكيد التعرض ، ولكنه لا يشمل استغلال الثغرات الأمنية للوصول إلى مزيد من الوصول. يمكن أن يكون التحقق في شكل وصول مصرح به إلى نظام معين لتأكيد إعدادات النظام ويتضمن فحص السجلات ، واستجابات النظام ، ورسائل الخطأ ، والرموز ، وما إلى ذلك. يتطلع تقييم الأمان إلى الحصول على تغطية واسعة للأنظمة قيد الاختبار ، ولكن ليس العمق التعرض الذي قد يؤدي إلى ثغرة أمنية محددة.
- مرحلة اختبار الاختراق - إختبار الاختراق يحاكي عمليات الهجوم من قبل أطراف ضارة. بناء على المراحل السابقة ، هو أيضاً يتضمن استغلال الثغرات الموجودة للوصول إلى مزيد من عمليات الوصول. سيؤدي استخدام هذا النهج إلى فهم قدرة المهاجم على الوصول إلى المعلومات السرية والتأثير على سلامة البيانات أو توفر الخدمة والتأثير ذي الصلة. يتم التعامل مع كل اختبار باستخدام منهجية متسقة وكاملة بطريقة تسمح للاختبار باستخدام قدراته في حل المشكلات ، والإخراج بمجموعة من الأدوات المعرفية الخاصة بالشبكات والأنظمة لإيجاد الثغرات الأمنية التي لا يمكن تحديدها بواسطة الأدوات الآلية. ينظر هذا النهج إلى عمق الهجوم مقارنةً بنهج التقييم الأمني الذي ينظر إلى التغطية الأوسع.
- التدقيق الأمني - مدفوعًا بوظيفة التدقيق / المخاطرة للنظر في مشكلة تحكم أو التزام محددة. يتميز هذا النطاق من المشاركة بنطاق ضيق ، ويمكنه الاستفادة من أي من الأساليب السابقة التي تمت مناقشتها ( تقييم الثغرات الأمنية ، تقييم الأمان ، اختبار الاختراق).
- مراجعة الأمان - التحقق من تطبيق معايير الأمان أو الصناعة الداخلية على مكونات النظام أو المنتج. يتم إكمال هذا عادةً من خلال تحليل الفجوات ويستخدم مراجعات البناء / الرمز أو عن طريق مراجعة مستندات التصميم والرسوم البيانية. لا يستخدم هذا النشاط أيًا من الطرق السابقة (تقييم الثغرات الأمنية ، تقييم الأمان ، اختبار الاختراق ، تدقيق الأمان).[1]